# 自我傷害意識日

自我傷害意識的橙絲帶

自我傷害意識日（英語：Self-injury Awareness Day，縮寫：SIAD），又稱自殘意識日（英語：Self-Harm Awareness Day），是每年3月1日的全球草根意識活動/運動。在這一天，以及在這一天之前和之後的幾週，一些人選擇更加公開自己的自我傷害行為，意識組織也特別努力提高對自殘和自傷的認識。一些人佩戴橙色的意識絲帶，在手臂上寫上「LOVE」，在手腕上畫一隻蝴蝶，以意識到「蝴蝶計劃」的手帶或串珠手鐲，鼓勵人們對自我傷害的認識。觀察SIAD的人的目標是打破圍繞自我傷害的常見定型觀念，並教育醫療專業人士了解這種情況。

## 背景
抑鬱症和自我傷害經常同時發生，儘管人們自我傷害還有許多其他原因。目前有多達200萬美國人進行自我傷害，方法包括切割、燒傷、抓傷、擦傷和打傷自己。據說這些行為促進了控制感，有助於緩解緊張，同時幫助當事人表達他們的情緒，擺脫伴隨抑鬱的麻木感。
SIAD的創建是為了傳播對自我傷害的認識和理解，自我傷害在主流社會中經常被錯誤地描述和誤解。那些自我傷害的人往往會感到孤獨，不敢向他人求助，因為他們擔心自己會被視為「瘋子」。

## 參與組織
參與SIAD的組織包括：
- 國際自殘協會（Sociedad Internacional de Autolesión）
- LifeSIGNS
- 自我傷害基金會（Self-Injury Foundation）
- YoungMinds
- ChildLine
- The Mix（英语：The Mix (charity)）[6]
- 青少年自我傷害基金會（Adolescent Self-Injury Foundation）
- Cars for hope